# 中之島ダイビル

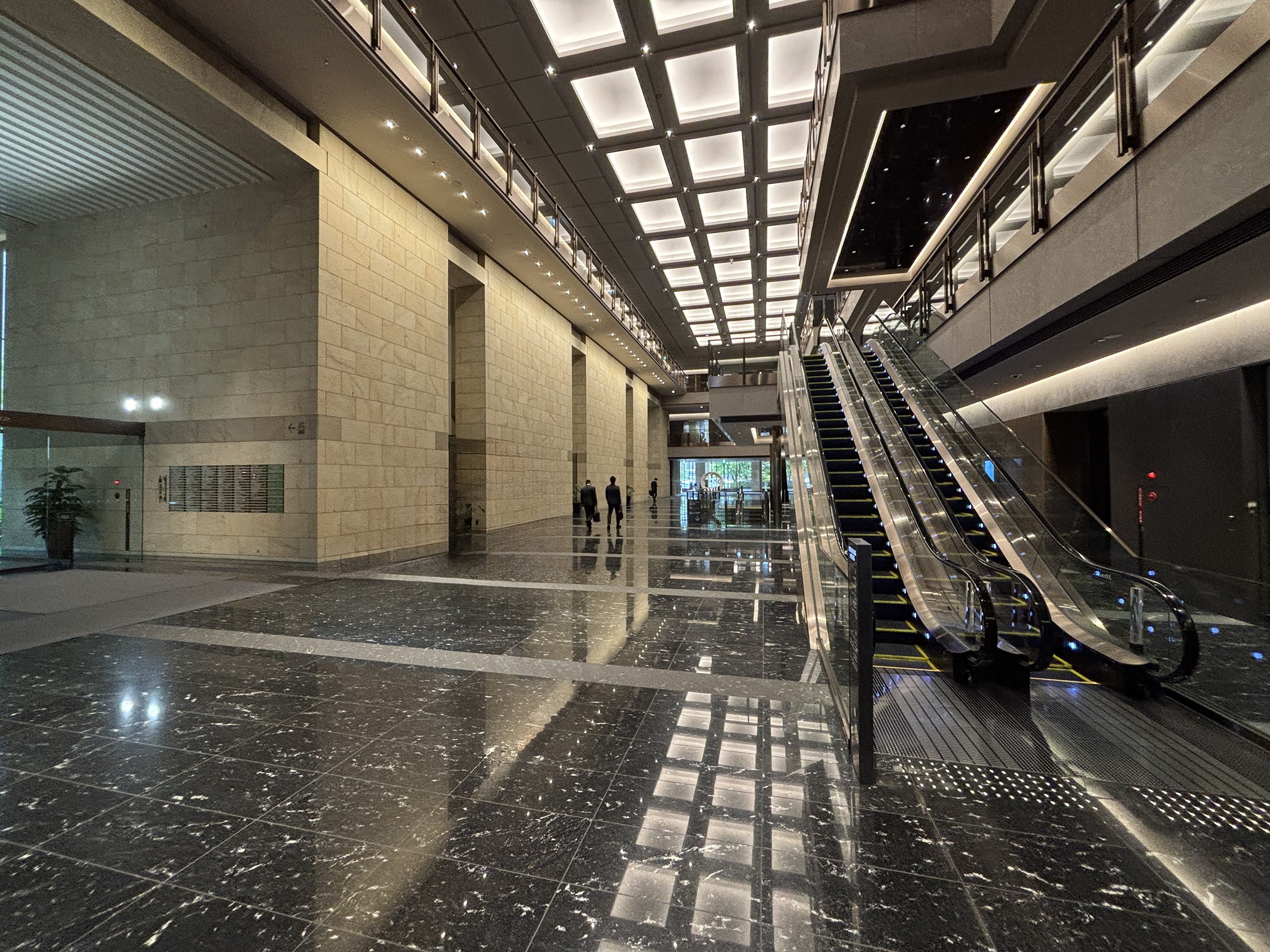
ロビー

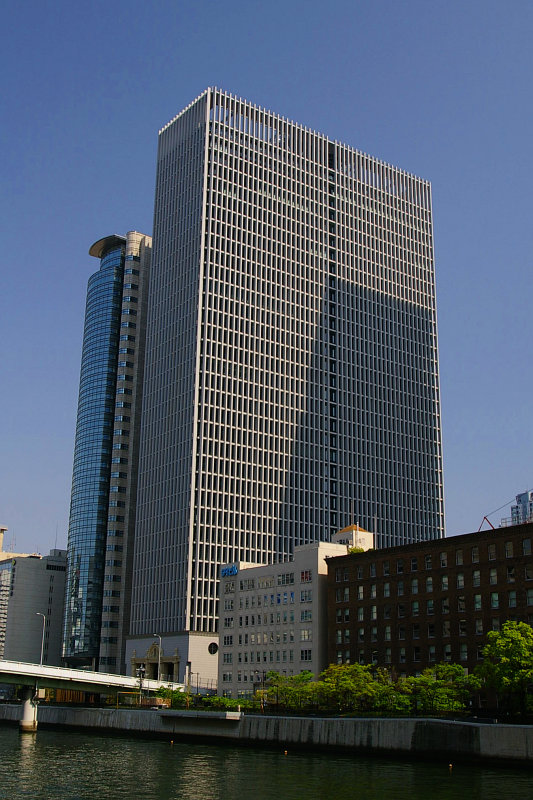
堂島川より見た中之島ダイビル

中之島ダイビル（なかのしまダイビル）とは、大阪市北区中之島3丁目にある超高層ビルである。ダイビル・関西電力・関電不動産の3社が進めている中之島3丁目共同開発の第二期工事として2009年3月に完成した。建物固有の郵便番号は530-61xx（xxは階層。地下・階層不明は90）。

## 中之島3丁目共同開発
ダイビル・関西電力・関電不動産の3社によって中之島3丁目においての、超高層ビル建設による地域再開発プロジェクト。中之島3丁目共同開発の第一期工事として関電ビルディングが竣工し、関西電力本社が旧関電ビルディングから関電ビルディングに移転した後、解体された旧関電ビルディングの跡地に中之島ダイビルが建築された。その後、ダイビルに入居しているテナントが移転した後に、第三期工事としてダイビルを解体して跡地にダイビル本館が建築された。
- 第一期（2004年完成）：関西電力中之島変電所を移設した跡地に関電ビルディングを建設。関西電力の本店が旧・関電ビルディングからここに移転した。
- 第二期（2009年3月完成）：旧・関電ビルディング跡地に中之島ダイビルを建設。ダイビル本社をはじめ、旧ダイビルのテナントの一部がここに移転。
- 第三期（2010年末着工、2013年春完成）：旧・ダイビル跡地にダイビル本館を建設。

将来建設が予定される中之島ダイビル・ウエスト（ダイビル本館）に対して、中之島ダイビルを中之島ダイビル・イーストと仮称していた。

## 主な入居者
オフィス（6～35階）
- 商船三井 関西支店[1]
- 関電不動産開発 本店[2]
- 関西電気保安協会 本店[3]
- 大阪IR[4]
- 旭化成 大阪支社[5]
- 一村産業 大阪本社[6]

商業（1～3階）
- 五感 (製菓業者)

## 交通機関
- 京阪中之島線 渡辺橋駅 - 地下直結、徒歩1分
- Osaka Metro四つ橋線 肥後橋駅 - 地下直結、徒歩4分

## 近隣公共施設等
- 国立国際美術館
- 大阪市立科学館
- 大阪中之島美術館
- ほたるまち
- NTTテレパーク堂島

## 近隣の超高層ビル
- 中之島三井ビルディング
- 関電ビルディング
- N4タワー